# Eishockey-Oberliga 2020/21
Die Oberliga war in der Saison 2020/21 die dritthöchste Spielklasse im deutschen Eishockey. Sie wurde vom Deutschen Eishockey-Bund (DEB) in zwei regionalen Gruppen Nord und Süd ausgespielt. Saisonstart war der 6. November 2020.

## Modus
Die Liga wurde wie in den Vorjahren in zwei Gruppen Nord und Süd ausgespielt. Aufgrund der Einschränkungen durch die Covid-19-Pandemie entfiel die übliche gemeinsame Play-off-Runde. Die Play-offs wurden gruppenintern gespielt und der Aufsteiger zur DEL2 ab dem 30. April 2021 zwischen den Gruppensiegern ausgespielt. Ob dies in einer „best-of-three“– oder „best-of-five“–Finalserie geschieht, sollte je nach Eisverfügbarkeit entschieden werden, da diese Serie maximal bis zum 9. Mai 2021 andauern könnte.
Es wurden in beiden Gruppen keine Absteiger ermittelt. Ebenso entfiel der Abstieg aus der DEL2. Sportliche Aufsteiger aus den Regionalligen waren nicht möglich, da diese ihre Spielzeiten frühzeitig abgebrochen hatten.

## Oberliga Nord

### Teilnehmer
Aufgrund des Abbruchs der Vorsaison gab es keinen Auf- oder Abstieg. Die Füchse Duisburg und die Moskitos Essen zogen sich im Mai 2020 in die Regionalliga zurück. Aus der Regionalliga West bewarben sich Diez-Limburg, Hamm und Herford für die Oberliga. Damit nehmen 13 Clubs an der Gruppe Nord teil:
- EG Diez-Limburg (Aufsteiger)
- Black Dragons Erfurt
- MEC Halle 04
- Crocodiles Hamburg
- Hammer Eisbären (Aufsteiger)
- Hannover Indians
- Hannover Scorpions
- Herforder EV (Aufsteiger)
- Herner EV 2007
- Krefelder EV (U23)
- Icefighters Leipzig
- Rostock Piranhas
- Tilburg Trappers (Titelverteidiger)

### Modus
In der Oberliga Nord war eine Doppelrunde mit 52 Spieltagen in der Zeit vom 6. November 2020 zum 5. April 2021 geplant. Die Mannschaften auf den Plätzen sieben bis zehn spielten am 7. April 2021 jeweils in einem einzelnen Spiel die Pre-Play-offs aus. Die Sieger sowie die ersten sechs der Hauptrunde qualifizierten sich für die Play-offs im Modus „best-of-three“.
In der Abschlusstabelle der Hauptrunde in der Oberliga Nord wurden nur die Vereine für die Play-off- und Pre-Playoff-Teilnahme berücksichtigt, die mindestens 66 Prozent der angesetzten Hauptrundenspiele absolviert hatten.

### Hauptrunde
| Rang | Team                 | Sp | S  | SNV | NNV | N  | T   | GT  | TVH  | Punkte | PPS  |
| ---- | -------------------- | -- | -- | --- | --- | -- | --- | --- | ---- | ------ | ---- |
| 01.  | Hannover Scorpions   | 43 | 28 | 8   | 1   | 06 | 225 | 122 | +103 | 101    | 2.35 |
| 02.  | Tilburg Trappers     | 41 | 27 | 3   | 1   | 10 | 195 | 112 | +083 | 088    | 2.15 |
| 03.  | MEC Halle            | 42 | 25 | 4   | 4   | 09 | 181 | 130 | +051 | 087    | 2.07 |
| 04.  | Herner EV            | 46 | 25 | 1   | 5   | 15 | 195 | 148 | +047 | 082    | 1.78 |
| 05.  | Crocodiles Hamburg   | 41 | 21 | 2   | 3   | 15 | 154 | 143 | +011 | 070    | 1.71 |
| 06.  | Icefighters Leipzig  | 44 | 19 | 5   | 3   | 17 | 152 | 151 | +001 | 070    | 1.59 |
| 07.  | Hannover Indians     | 40 | 20 | 1   | 1   | 18 | 158 | 155 | +003 | 063    | 1.58 |
| 08.  | Black Dragons Erfurt | 39 | 15 | 5   | 6   | 13 | 135 | 129 | +006 | 061    | 1.56 |
| 09.  | EG Diez-Limburg      | 41 | 14 | 1   | 3   | 23 | 142 | 195 | −053 | 047    | 1.15 |
| 10.  | Rostock Piranhas     | 46 | 14 | 3   | 3   | 26 | 162 | 190 | −028 | 051    | 1.11 |
| 11.  | Herforder EV         | 42 | 12 | 2   | 5   | 23 | 160 | 204 | −044 | 045    | 1.07 |
| 12.  | Krefelder EV         | 43 | 11 | 3   | 3   | 26 | 141 | 199 | −058 | 042    | 0.98 |
| 13.  | Hammer Eisbären      | 46 | 06 | 2   | 2   | 36 | 126 | 248 | −122 | 024    | 0.52 |

Abkürzungen: Sp. = Spiele, S = Siege (3 Punkte), SNV = Siege nach Verlängerung oder Penaltyschießen (2 Punkte), NNV = Niederlagen nach Verlängerung oder Penaltyschießen (1 Punkt), N = Niederlagen (0 Punkte), T = Tore, GT = Gegentore, TVH = Tordifferenz, PPS = Punkte pro Spiel

Qualifikation für die Play-offs; Qualifikation für die Pre-Play-offs; Qualifikation für die OL-Saison 2021/22

### Pre-Playoffs
Aufgrund einer Quarantäneanordnung konnten die Mannschaften Krefelder EV, EG Diez-Limburg und MEC Halle nicht an den Play-offs zur Oberliga-Nord-Meisterschaft 2020/21 teilnehmen und die verbleibenden Mannschaften in der Tabelle rückten entsprechend auf. Erstmals erhielt damit auch der Letztplatzierte die Chance, an den Play-offs teilzunehmen.
Die Pre-Playoffs zur Teilnahme am Viertelfinale wurden am 7. April 2021 im Modus „Best-of-One“ durchgeführt.
| Paarung              | Paarung         | (07.04.)             |
| -------------------- | --------------- | -------------------- |
| Black Dragons Erfurt | Hammer Eisbären | 6:1 (2:0,2:1,2:0)    |
| Rostock Piranhas     | Herforder EV    | 5:4 OT (0:1,3:1,1:2) |

Abkürzungen: OT = Siege nach Verlängerung, SO = Siege nach Penaltyschießen

### Viertelfinale
Nach der Qualifikationsrunde der Teams auf den Plätzen sieben bis zehn wurden die Play-offs anschließend ab dem Viertelfinale im Modus „Best-of-Three“ gespielt. Beginn des Viertelfinals war der 9. April 2021. Wurde eine Mannschaft vor Beginn einer Play-off-Serie (bis max. 30 Stunden vor Eröffnungsfaceoff) mit einer Quarantänepflicht belegt und wies bis zu dieser genannten Frist keine Mindeststärke (9+1) nach, so schied die Mannschaft im Vorfeld der Serie aus.
| Paarung            | Paarung              | Serie | 1 (09.04.)        | 2 (11.04.)           | 3 (13.04.) |
| ------------------ | -------------------- | ----- | ----------------- | -------------------- | ---------- |
| Hannover Scorpions | Rostock Piranhas     | 2:0   | 5:3 (3:1,1:2,1:0) | 7:4 (1:1,3:2,3:1)    | –          |
| Tilburg Trappers   | Black Dragons Erfurt | 2:0   | 7:1 (0:1,3:0,4:0) | 4:3 OT (1:0,2:3,0:0) | –          |
| Herner EV          | Hannover Indians     | 2:0   | 5:0 N1)           | 5:0 N2)              | –          |
| Crocodiles Hamburg | Icefighters Leipzig  | 2:0   | 3:1 (2:0,0:0,1:1) | 6:3 (2:1,2:2,2:0)    | –          |

Abkürzungen: OT = Siege nach Verlängerung, SO = Siege nach Penaltyschießen

### Halbfinale
Das Halbfinale wurde im Modus „Best-of-Three“ gespielt.
| Paarung            | Paarung            | Serie | 1 (16.04.)           | 2 (18.04.)        | 3 (20.04.)        |
| ------------------ | ------------------ | ----- | -------------------- | ----------------- | ----------------- |
| Hannover Scorpions | Crocodiles Hamburg | 2:1   | 6:5 OT (3:1,2:2,0:2) | 2:3 (1:2,1:1,0:0) | 6:1 (2:1,3:0,1:0) |
| Tilburg Trappers   | Herner EV          | 0:2   | 1:4 (0:1,0:1,1:2)    | 0:3 (0:0,0:1,0:2) | –                 |

Abkürzungen: OT = Siege nach Verlängerung, SO = Siege nach Penaltyschießen

### Finale
Das Finale wurde im Modus „Best-of-Three“ gespielt.
| Paarung            | Paarung   | Serie | 1 (23.04.)           | 2 (25.04.)           | 3 (27.04.)        |
| ------------------ | --------- | ----- | -------------------- | -------------------- | ----------------- |
| Hannover Scorpions | Herner EV | 2:1   | 3:2 OT (0:1,2:1,0:0) | 2:3 OT (1:1,0:1,1:0) | 9:6 (0:1,4:3,5:2) |

Abkürzungen: OT = Siege nach Verlängerung, SO = Siege nach Penaltyschießen

## Oberliga Süd

### Teilnehmer
Aufgrund des Abbruchs der Vorsaison gab es keinen sportlichen Auf- oder Abstieg. Über die Spielbetriebsgesellschaft des ERC Sonthofen wurde jedoch Anfang April 2020 das Insolvenzverfahren eröffnet, wodurch der Club die Startberechtigung für die Oberliga verlor und in der Bezirksliga neu startet. Von den Teilnehmern der Verzahnungsrunde mit der Bayernliga bewarben sich die EHF Passau Black Hawks und der HC Landsberg. Damit nahmen 13 Clubs an der Gruppe Süd teil:
- Deggendorfer SC
- EV Füssen
- Höchstadter EC 1993
- ECDC Memmingen
- HC Landsberg (Aufsteiger)
- EV Lindau Islanders
- EHF Passau Black Hawks (Aufsteiger)
- EC Peiting
- SC Riessersee
- Eisbären Regensburg (Titelverteidiger)
- Starbulls Rosenheim
- VER Selb
- 1. EV Weiden 1985

### Modus
Die 13 Mannschaften spielten eine Eineinhalbfachrunde bis zum 16. März 2021 mit 36 Spielen pro Mannschaft. Die ersten sechs qualifizierten sich direkt für die Play-offs. Die Mannschaften auf den Plätzen sieben bis zehn spielten Pre-Play-offs in Hin- und Rückspiel, die Sieger qualifizierten sich für die Play-offs. Für die restlichen Mannschaften war die Saison beendet.
Die ursprünglich geplante Verzahnungsrunde mit den besten Mannschaften der Bayernliga entfiel.

### Hauptrunde
| Rang | Team                | Sp | S  | SNV | NNV | N  | T   | GT  | TVH  | Punkte | PPS  |
| ---- | ------------------- | -- | -- | --- | --- | -- | --- | --- | ---- | ------ | ---- |
| 01.  | Eisbären Regensburg | 35 | 27 | 3   | 0   | 05 | 155 | 088 | +067 | 87     | 2.49 |
| 02.  | VER Selb            | 36 | 24 | 4   | 3   | 05 | 147 | 081 | +066 | 83     | 2.31 |
| 03.  | Starbulls Rosenheim | 35 | 22 | 2   | 3   | 08 | 161 | 096 | +065 | 73     | 2.09 |
| 04.  | Höchstadter EC      | 36 | 19 | 3   | 0   | 14 | 138 | 133 | +005 | 63     | 1.75 |
| 05.  | SC Riessersee       | 36 | 17 | 1   | 4   | 14 | 123 | 121 | +002 | 57     | 1.58 |
| 06.  | Deggendorfer SC     | 35 | 16 | 2   | 3   | 14 | 141 | 126 | +015 | 55     | 1.57 |
| 07.  | EC Peiting          | 29 | 12 | 1   | 7   | 09 | 108 | 093 | +015 | 45     | 1.55 |
| 08.  | EV Lindau           | 36 | 18 | 0   | 1   | 17 | 121 | 119 | +002 | 55     | 1.53 |
| 09.  | ECDC Memmingen      | 36 | 13 | 3   | 1   | 19 | 113 | 120 | −007 | 46     | 1.28 |
| 10.  | 1. EV Weiden        | 34 | 11 | 5   | 0   | 18 | 122 | 128 | −006 | 43     | 1.26 |
| 11.  | EV Füssen           | 36 | 12 | 0   | 1   | 23 | 099 | 142 | −043 | 37     | 1.03 |
| 12.  | EHF Passau          | 35 | 09 | 1   | 1   | 24 | 106 | 159 | −053 | 30     | 0.86 |
| 13.  | HC Landsberg        | 35 | 02 | 0   | 1   | 32 | 078 | 206 | −128 | 07     | 0.20 |

Abkürzungen: Sp. = Spiele, S = Siege (3 Punkte), SNV = Siege nach Verlängerung oder Penaltyschießen (2 Punkte), NNV = Niederlagen nach Verlängerung oder Penaltyschießen (1 Punkt), N = Niederlagen (0 Punkte), T = Tore, GT = Gegentore, TVH = Tordifferenz, PPS = Punkte pro Spiel
Direkte Play-off-Qualifikation; Pre-Play-offs; Qualifikation für die OL-Saison 2021/22

### Pre-Playoffs
Die Pre-Playoffs zur Teilnahme am Achtelfinale wurden am 19. und 21. März 2021 im Modus „Best-of-Two“ durchgeführt.
| Paarung        | Paarung    | Serie | 1 (19.03.)          | 2 (21.03.)          |
| -------------- | ---------- | ----- | ------------------- | ------------------- |
| ECDC Memmingen | EV Lindau  | 1:1   | 2:4 (0:1, 0:1, 2:2) | 5:0 (3:0, 0:0, 2:0) |
| 1. EV Weiden   | EC Peiting | 0:2   | 0:5 S1)             | 0:5 S1)             |

Abkürzungen: OT = Siege nach Verlängerung, SO = Siege nach Penaltyschießen

### Viertelfinale
Nach positiven Corona-Tests bei den Blue Devils Weiden und dem Deggendorfer SC änderte der Deutsche Eishockey Bund den Playoff-Modus in der Oberliga Süd und gab die Viertelfinal-Paarungen vorzeitig bekannt. Die neuen Umstände ergaben, dass sowohl der EC Peiting (7. der Hauptrunde) als auch der ECDC Memmingen (9.) und der EV Lindau (8.) für das Play-off-Viertelfinale qualifiziert waren. Das Viertelfinale wurde im Modus „Best-of-Five“ durchgeführt.
| Paarung             | Paarung        | Serie | 1 (23.03.)           | 2 (26.03.)           | 3 (28.03.)           | 4 (30.03.)        | 5 (01.04.)        |
| ------------------- | -------------- | ----- | -------------------- | -------------------- | -------------------- | ----------------- | ----------------- |
| VER Selb            | EV Lindau      | 3:0   | 4:1 (0:0,2:0,2:1)    | 4:2 (1:1,2:0,1:1)    | 6:0 (0:0,5:0,1:0)    | –                 | –                 |
| Höchstadter EC      | SC Riessersee  | 3:0   | 5:4 OT (1:0,1:1,2:3) | 5:4 (1:2,3:2,1:0)    | 6:5 OT (1:2,2:3,2:0) | –                 | –                 |
| Starbulls Rosenheim | EC Peiting     | 3:0   | 6:1 (3:0,2:1,1:0)    | 3:2 OT (0:0,2:2,0:0) | 5:4 OT (1:1,1:2,2:1) | –                 | –                 |
| Eisbären Regensburg | ECDC Memmingen | 3:2   | 3:2 (0:1,2:0,1:1)    | 5:2 (2:0,2:1,1:1)    | 4:5 OT (1:1,1:2,2:1) | 0:4 (0:0,0:2,0:2) | 5:3 (1:1,3:1,1:1) |

Abkürzungen: OT = Siege nach Verlängerung, SO = Siege nach Penaltyschießen

### Halbfinale
Das Halbfinale wurde im Modus „Best-of-Five“ durchgeführt.
| Paarung             | Paarung             | Serie | 1 (03.04.)           | 2 (05.04.)           | 3 (07.04.)        | 4 (09.04.)        | 5 (11.04.)        |
| ------------------- | ------------------- | ----- | -------------------- | -------------------- | ----------------- | ----------------- | ----------------- |
| Eisbären Regensburg | Höchstadter EC      | 3:0   | 5:4 (2:0,1:2,2:2)    | 3:2 OT (1:0,1:1,0:1) | 8:5 (3:2,2:2,3:1) | –                 | –                 |
| VER Selb            | Starbulls Rosenheim | 3:2   | 3:4 OT (1:0,0:2,2:1) | 5:2 (1:1,2:1,2:0)    | 3:2 (1:0,1:1,1:1) | 1:4 (1:1,0:1,0:2) | 2:0 (0:0,1:0,1:0) |

Abkürzungen: OT = Siege nach Verlängerung, SO = Siege nach Penaltyschießen

### Finale
Das Finale wurde im Modus „Best-of-Five“ durchgeführt.
| Paarung             | Paarung  | Serie | 1 (16.04.)           | 2 (18.04.)        | 3 (20.04.)        | 4 (23.04.)        | 5 (25.04.) |
| ------------------- | -------- | ----- | -------------------- | ----------------- | ----------------- | ----------------- | ---------- |
| Eisbären Regensburg | VER Selb | 1:3   | 2:3 SO (0:1,1:0,1:1) | 2:4 (0:3,2:0,0:1) | 5:0 (3:0,1:0,1:0) | 2:3 (0:1,1:2,1:0) | –          |

Abkürzungen: OT = Siege nach Verlängerung, SO = Siege nach Penaltyschießen

## Aufstiegsfinale in die DEL2
Das Aufstiegsfinale in die DEL2 wurde im Modus „Best-of-Five“ durchgeführt. Das erste Heimspiel fand beim besserplatzierten Club der Hauptrunde statt. Der VER Selb wurde Deutscher Oberliga-Meister 2021 und stieg sportlich in die DEL 2 auf.
| Paarung            | Paarung  | Serie | 1 (30.04.)           | 2 (02.05.)           | 3 (04.05.)        | 4 (07.05.)        | 5 (09.05.)        |
| ------------------ | -------- | ----- | -------------------- | -------------------- | ----------------- | ----------------- | ----------------- |
| Hannover Scorpions | VER Selb | 2:3   | 4:3 OT (3:1,0:1,0:1) | 3:4 SO (2:2,0:1,1:0) | 5:1 (1:0,2:1,2:0) | 0:2 (0:0,0:1,0:1) | 2:4 (1:2,0:1,1:1) |

Abkürzungen: OT = Siege nach Verlängerung, SO = Siege nach Penaltyschießen